# Chris Andrews
Chris Andrews (født 15. oktober 1942) er en engelsk sanger, producer og sangskriver, som havde flere top tyve førstepladser i 1960'erne. Han er mest kendt for Yesterday Man og Pretty Belinda. Han har desuden komponeret flere hits til Sandie Shaw bl.a. Long Live Love.

## Kendte sange af Chris Andrews
- "As Long as You're Happy Baby" – Sandie Shaw
- "Come Closer" – Adam Faith
- "Don't Run Away" – Sandie Shaw
- "First Time" – Adam Faith
- "Girl Don't Come" – Sandie Shaw
- "Heart of Stone" – Suzi Quatro
- "Here's Another Day" – Adam Faith
- "How Can You Tell" – Sandie Shaw
- "I'll Remember Tonight" – The Mamas & the Papas
- "I'll Stop at Nothing" – Sandie Shaw
- "Long Live Love" – Sandie Shaw
- "Message Understood" – Sandie Shaw
- "Nothing Comes Easy" – Sandie Shaw
- "Nothing Less than Brilliant" – Sandie Shaw
- "Run" – Sandie Shaw
- "Show Me" – Sandie Shaw
- "Think It All Over" – Sandie Shaw
- "Think Sometimes About Me" – Sandie Shaw
- "Today" – Sandie Shaw
- "Tomorrow" – Sandie Shaw
- "We Are in Love" – Adam Faith
- "You Don't Love Me" – The Roulettes
- "You've Not Changed" – Sandie Shaw[1]